# Bălești (Vaslui)
Bălești es una localidad rumana de la comuna de Cozmești, en el condado de Vaslui.

## Historia
Hacia finales del siglo XIX, la aldea, que ya por entonces pertenecía a la comuna de Cozmești, en el condado de Vaslui, tenía contabilizada una población de 450 habitantes. En la segunda mitad del siglo XX la localidad seguía formando parte de Cozmești.